# Łąka (powiat drawski)
Łąka (niem. Lankenfelde) – osada sołecka w Polsce położona w województwie zachodniopomorskim, w powiecie drawskim, w gminie Czaplinek. W latach 1975–1998 miejscowość administracyjnie należała do województwa koszalińskiego. W roku 2007 osada liczyła 145 mieszkańców. 

## Geografia
Osada leży ok. 2,5 km na południowy zachód od Czaplinka, ok. 300 m na wschód od jeziora Łęka, ok. 1 km na zachód od jeziora Pławno.